# Лжесвидетельство
Лжесвидетельство — преступление, выражающееся в сознательной даче заведомо ложной информации правоохранительным органам, суду или органам власти. Часто совершается в форме дачи ложных показаний свидетелем или обвиняемым на суде или во время следствия, а также должностным лицом под присягой (например, президентом США во время слушаний в Сенате). Во многих странах является уголовным преступлением.

## История
Девятая из заповедей Моисеевых гласит: «Не произноси ложного свидетельства на ближнего твоего». Книга Притчей (Прит. 24:28-29) запрещает опускаться на один уровень с лжесвидетелем и платить ему взаимностью.
В XI веке лжесвидетельство холопа Дудика в форме клеветы на своего хозяина (епископа Жидяту) было сурово наказано: «урезаша ему носа и обе руки отсекоша»
В начале XVII века лжесвидетельство в делах о денежных займах достигло таких масштабов в Москве, что в 1634 году вышел царский указ, по сути запрещающий ростовщичество: «Чтобы никто, ни даже отец с сыном, не занимали денег, не давали друг другу залогов или вступали в иные обязательства без записей за собственными руками с обеих сторон; в противном случае все выступающие с требованиями признаются подозрительными и могут лишиться своих прав на требуемое»
Одной из причин Соляного бунта (1648 год) по информации от Олеария были неблаговидные действия кремлёвского чиновника Л. С. Плещеева, который «нанимал негодяев для того, чтобы они ложно доносили на честных людей, имевших некоторые достатки, и обвиняли их; обвинения взводились то в кражах, то в убийствах и других злодеяниях. После этого бедных людей заключали в тюрьмы, обходились с ними тиранически и держали так несколько месяцев, доводя почти до отчаяния. 
Пётр I, будучи разгневан ложным доносом на двух немецких полковников, пожелал собственноручно отрубить преступнику голову.

## Современная практика
В российском законодательстве, лжесвидетельство является частью более общей статьи 307 УК РФ, которая включает в себя заведомо ложные показания, заключение эксперта, специалиста или неправильный перевод (Заведомо ложные показание свидетеля, потерпевшего либо заключение или показание эксперта, показание специалиста, а равно заведомо неправильный перевод в суде либо при производстве предварительного расследования наказываются штрафом в размере до восьмидесяти тысяч рублей или в размере заработной платы или иного дохода осужденного за период до шести месяцев, либо обязательными работами на срок от ста восьмидесяти до двухсот сорока часов, либо исправительными работами на срок до двух лет, либо арестом на срок до трёх месяцев. Те же деяния, соединенные с обвинением лица в совершении тяжкого или особо тяжкого преступления наказываются лишением свободы на срок до пяти лет).
В США лжесвидетельство карается сроком до 5 лет в федеральных судах. Законы штатов также карают лжесвидетельство. Как правило, выбор меры наказания входит в компетенцию судей и может варьироваться от штрафа и исправительных работ до тюремного заключения, в зависимости от местных законов и обстоятельств конкретного случая.
В Швейцарии лжесвидетельство карается тюремным заключением от 6 месяцев до 5 лет. 
На Украине — исправительными работами или тюремным заключением сроком до 3 лет.
В Израиле лжесвидетельство карается тюремным заключением сроком до 7 лет, в Германии — сроком до 15 лет (статья 154 УК Германии), в Великобритании — до 7 лет.